# Idriza
Idriza (russisch И́дрица) ist eine Siedlung städtischen Typs in der Oblast Pskow in Russland mit 4988 Einwohnern (Stand 14. Oktober 2010).

## Geographie
Der Ort liegt etwa 170 km Luftlinie ostsüdöstlich des Oblastverwaltungszentrums Pskow. Es befindet sich am Flüsschens Idriza, das am südwestlichen Ortsrand den Idrijasee durchfließt und etwa fünf Kilometer nördlich der Siedlung von links in die Welikaja mündet.
Idriza gehört zum Rajon Sebeschski und befindet sich etwa 25 km ostnordöstlich von dessen Verwaltungszentrum Sebesch. Die Siedlung ist Sitz der Stadtgemeinde (gorodskoje posselenije) Idriza, zu der weiterhin 148 Dörfer gehören, seitdem der Gemeinde im April 2015 vier umliegende vormalige Landgemeinden (selskoje posselenije) angeschlossen wurden: Bojarinowskaja wolost, Krasnaja wolost, Maksjutinskaja wolost und Mostischtschenskaja wolost. Nur acht der Dörfer haben über 100 Einwohner: Alexandrowo (28 km südsüdöstlich), Bojarinowo (22 km südlich), Kizkowo (10 km nordwestlich), Kowaljowo-Sischenje, Luschki (entsprechend südöstlich und nordöstlich anschließend), Mostischtsche (9 km südwestlich), Schuschkowo (11 km nordwestlich) und Sutoki (18 km südöstlich). 60 weitere Dörfer haben mindestens 10 Einwohner, 54 unter 10 Einwohner, und 26 Dörfer haben keine ständigen Einwohner (Stand 2002).

## Geschichte
Im 16. Jahrhundert wurde erstmals ein Dorf an Stelle der heutigen Siedlung unter dem Namen Wydriza urkundlich erwähnt, nach der Bezeichnung des Flusses. Später waren auch die Formen Wydrjanka und Idrjanka in Gebrauch. Bedeutung erlangte der Ort infolge der Vorbeiführung der Eisenbahnstrecke von Moskau nach Windau (heute Ventspils in Lettland) und der Eröffnung einer Bahnstation 1899 sowie insbesondere nach dem Bau der dort kreuzenden strategischen Strecke Pskow – Polozk im Ersten Weltkrieg.
Ursprünglich gehörten Dorf und Stationssiedlung zum Ujesd Sebesch des Gouvernements Wizebsk. Am 15. Februar 1923 wurde der Sitz der Wolodarskaja wolost (bis 1920 Neporotowskaja wolost), zu der der Ort gehörte, aus dem Dorf Kizkowo in die Stationssiedlung Idriza verlegt. Nach Auflösung des Gouvernements Witebsk am 24. März 1924 und des Ujesds Sebesch am 1. August 1927 kam es zu häufigen Änderungen der administrativen Zugehörigkeit des Gebietes, die bis zur Auflösung der am 22. August 1944 gebildeten Oblast Welikije Luki am 2. Oktober 1957 andauerten. In deren Verlauf war Idriza erstmals vom 1. August 1927 bis 1. Januar 1932 und erneut ab 1. Juni 1936 Verwaltungssitz eines Rajons. Der Ort entwickelte sich in den 1930 durch die Errichtung verschiedener Betriebe im Umfeld der Bahnstation sowie als Militärstandort: Auf einem bis in die 1970er-Jahre bestehenden Militärflugplatz am Nordostrand des Ortes waren zeitweise zwei Regimenter stationiert. 1938 erhielt Idriza den Status einer Siedlung städtischen Typs.
Im Zweiten Weltkrieg wurde Idriza am 15. Juli 1941 von der deutschen Wehrmacht okkupiert und am 12. Juli 1944 von der Roten Armee zurückerobert. Bei den Kämpfen wurde die Siedlung stark zerstört. Am 3. Oktober 1959 wurde der Rajon aufgelöst und Idriza kam zum Sebeschski rajon.

### Bevölkerungsentwicklung
| Jahr | Einwohner |
| ---- | --------- |
| 1939 | 4224      |
| 1959 | 4364      |
| 1970 | 5130      |
| 1979 | 5816      |
| 1989 | 5485      |
| 2002 | 5784      |
| 2010 | 4988      |

Anmerkung: Volkszählungsdaten

## Verkehr
Nördlich wird Idriza von der in den 1970er- bis 1980er-Jahren erbauten neuen Trasse der föderalen Fernstraße M9 Baltija (Teil der Europastraße 22) von Moskau über Welikije Luki zur lettischen Grenze (weiter über Rēzekne nach Riga) umgangen. Die östlich abzweigende alte Trasse – heute Regionalstraße 58K-563 – führt etwa fünf Kilometer südlich der Siedlung vorbei weiter über das Rajonzentrum Sebesch und erreicht die M9 wieder kurz vor der Staatsgrenze.
Idriza befindet sich bei Kilometer 573 der Bahnstrecke Moskau – Riga. Die früher dort bei Kilometer 184 kreuzende Strecke Pskow – Polazk wurde nach Zerstörungen im Zweiten Weltkrieg nicht wiederhergestellt und komplett abgebaut.